# Xerocrassa moraguesi
Xerocrassa moraguesi е вид коремоного от семейство Hygromiidae. Видът е застрашен от изчезване.

## Разпространение
Разпространен е в Испания (Балеарски острови).